# الحوت المنقاري لديرانياكالا
الحوت المنقاري لديرانياكالا (الاسم العلمي: Mesoplodon hotaula) هو نوع من الحيتانيات، يتبع جنس حيتان مركزية الأسنان.